# Bugno
Bugno (niem. Bügen) – część miasta Szczecinek w Polsce położona w województwie zachodniopomorskim, w powiecie szczecineckim, w gminie miejskiej Szczecinek.
Bugno znajduje się w północnej części miasta, przy drodze prowadzącej do Gałowa. Do Bugna wlicza się także kilka pobliskich zabudowań przy drodze krajowej nr 11.
4 października 1954 włączone do Szczecinka.

## Zabytki
- dwór[3].